# Freaky Styley
Freaky Styley – drugi album studyjny grupy Red Hot Chili Peppers z 1985, wydany przez wytwórnię EMI America. 
W nagraniu płyty jako gitarzysta wziął udział Hillel Slovak, a w roli producenta wystąpił funkowy guru George Clinton. Choć otwierający album Freaky Styley utwór Jungle Man jest w zwrotce trochę podobny do True Man Don't Kill Coyotes, to już na jego wysokości wiadomo, że nowy materiał pozbawiony jest wad debiutu. Pierwszy utwór wybrano na singel i wideoklip. Freaky Styley przynosi sporo niespodzianek. W Battle Ship to agresywna mieszanka funka z punk rockiem, dynamiczny jest też Catholic School Girls Rule (następny singel i wideoklip). Oba należą do najkrótszych utworów - pięć takich miniaturek występuje obok siebie. Wśród nich znajduje się też miniballada Lovin' And Touchin' oraz Sex Rap z bardzo gęstym, popisowym wstępem perkusyjnym i gitarowym solo. 
Na Freaky Styley znalazły się przeróbki Hollywood z repertuaru The Meters i If You Want Me To Stay, kompozycja Sly and the Family Stone. Pierwszy przynosi wyjątkowo bogatą fakturę dźwięków, zmiany dynamiczne. Obecne są instrumenty dęte i oszczędna, zagrana z wyczuciem solówka Slovaka. Z kolei If You Want Me To Stay przenosi nas na soulową dyskotekę lat 70. XX w.

## Lista utworów
1. "Jungle Man" – 4:09
2. "Hollywood" – 5:03
3. "American Ghost Dance" – 3:45
4. "If You Want Me to Stay" – 4:07
5. "Nevermind" – 2:48
6. "Freaky Styley" – 3:39
7. "Blackeyed Blonde" – 2:41
8. "The Brothers Cup" – 3:27
9. "Battle Ship" – 1:53
10. "Lovin' and Touchin'" – 0:36
11. "Catholic School Girls Rule" – 1:56
12. "Sex Rap" – 1:54
13. "Thirty Dirty Birds" – 0:14
14. "Yertle the Turtle" – 3:38